# Выжига
Выжига — река в России, протекает по Онежскому району Архангельской области. Устье реки находится в 53 км по левому берегу реки Илекса. Длина реки составляет 15 км, площадь водосборного бассейна — 113 км².
Протекает по заболоченной местности на территории Водлозерского национального парка, вдали от населённых пунктов. Протекает через Вожозеро, принимая в нём левый приток — Усаниху, через озеро Орлово.

## Данные водного реестра
По данным государственного водного реестра России относится к Балтийскому бассейновому округу, водохозяйственный участок реки — Водла, оз. Водлозеро, речной подбассейн реки — Свирь (включая реки бассейна Онежского озера). Относится к речному бассейну реки Нева (включая бассейны рек Онежского и Ладожского озера).
Код объекта в государственном водном реестре — 01040100312102000016440.